# 曼努埃尔·诺伊尔
曼努埃尔·彼得·诺伊尔（德語：Manuel Peter Neuer，1986年3月27日—）是一名德國足球運動員，在场上司职守門員。他現效力于德甲球隊拜仁慕尼黑，曾擔任德国国家足球队隊長，於2024年8月22日從國家隊退役，亦是自2024年歐洲盃後第四位宣布從德國國家隊退役的球員。現任德甲拜仁慕尼黑的隊長，是世界上最頂級的門將之一。

## 童年及教育程度
诺伊尔从小与他的长兄马塞尔（Marcel）一同在盖尔森基兴成长，后者同样也是一位足球运动员。他们的父亲则是一名警察，早年从巴登-符腾堡州移居盖尔森基兴。诺伊尔原在位于盖尔森基兴-布尔的实用中学就读，后于2000年转学至新成立的、带有足球分部的贝尔根费尔德综合中学，并在这里取得了高等专科学校入学资格。
除了足球之外，诺伊尔在14岁之前同样也参与网球训练，时至今日，这项运动仍被他当作业余爱好。他是盖尔森基兴金白网球俱乐部（TG Gold-Weiß Gelsenkirchen）的成员，并曾将前德国网球运动员鲍里斯·贝克尔视为自己的榜样。

## 职业生涯

### 俱乐部生涯

#### 沙尔克04

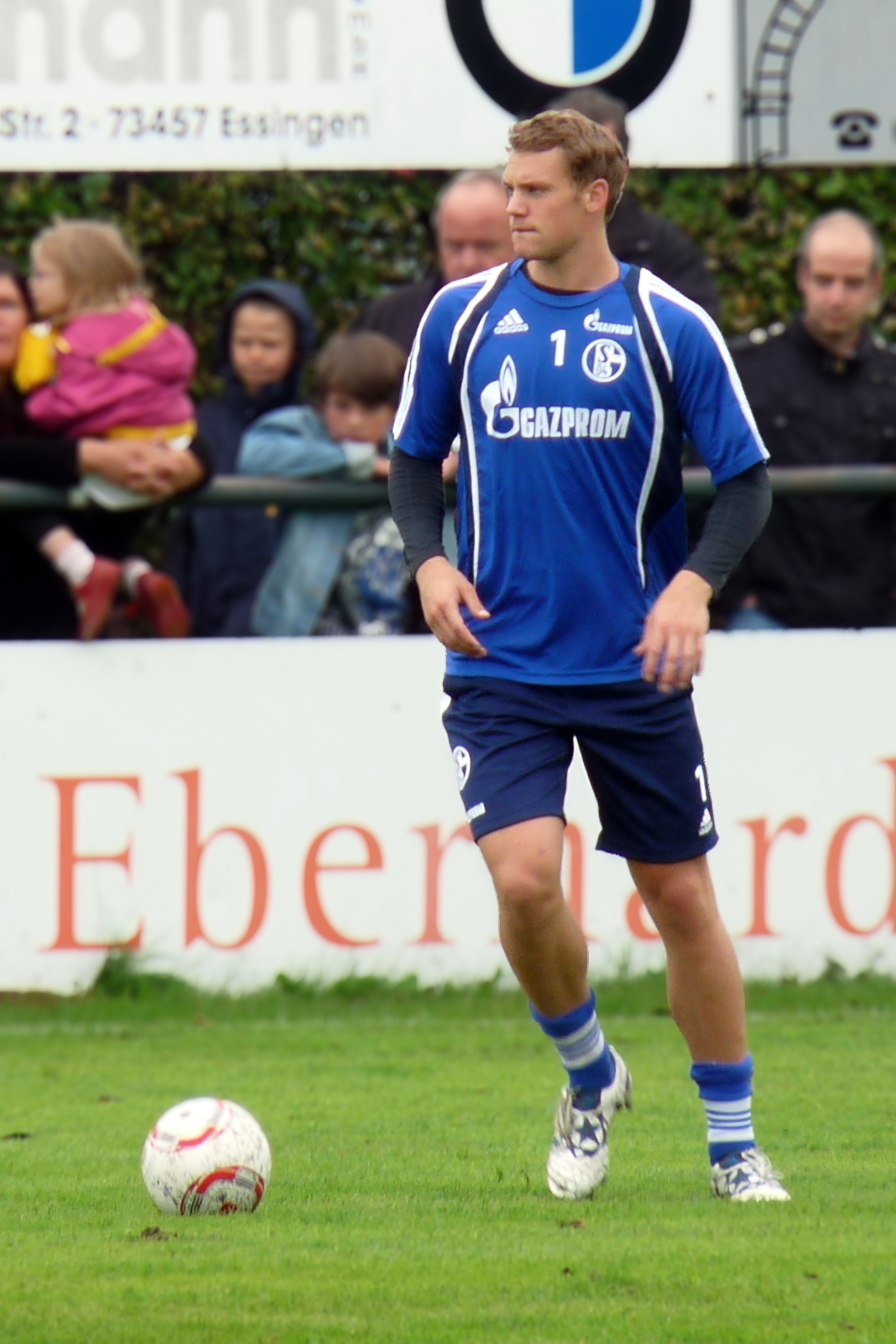
沙尔克04时期的诺伊尔（2010年）

紐亞于2001年3月1日加盟沙尔克04，并经历了该俱乐部的各阶段青年队。在他19岁以前，他已经可以偶尔代表俱乐部的二队上阵。2005年，诺伊尔与沙尔克04签订了职业合同，并且在随后一个赛季的德甲参赛名单中位列第三号门将。他在该赛季曾两次入选替补阵容，其余时间则主要代表二队参加德国足球高级联赛。随着克里斯托弗·海默罗特的离队，诺伊尔得以在自己的第二个职业赛季中晋升为球队二号门将。2006年8月19日，在2006-07赛季第二轮客场对阵亚琛的比赛中，由于主力门将弗朗克·罗斯特因伤离场，诺伊尔遂替补登场完成了德甲首秀。此后，罗斯特开始在主教练米尔科·斯洛姆卡麾下失宠，并在冬歇期离开了沙尔克04。而诺伊尔尽管只有20岁，却得到了斯洛姆卡的信任，并成为德甲迄今为止最年轻的主力门将。诺伊尔在该赛季中共有19场比赛力保球门不失，帮助俱乐部最终以亚军完赛。他时尚的比赛风格时常招致好评。而凭借大范围、高精准的手抛球能力也使他总是能够发动球队的快速进攻。诺伊尔的德甲同僚们通过投票将他评为了2006-07赛季的最佳门将。
虽然沙尔克04在此时还有一位经验丰富的守门员马蒂亚斯·索贝尔，但诺伊尔仍然在随后的几年中保持了自己无可争议的头号门将地位。他参加了2007-08赛季德甲的全部34场比赛，并完成了一届成功的欧洲冠军联赛。在2008年3月5日对阵波尔图的八分之一决赛次回合中，他化解了对方的多次射门，并在点球大战中扑出两记点球，帮助球队顺利晋级四分之一决赛。凭借诺伊尔的一己之力，沙尔克04创造了自参加这项顶级赛事以来的历史最佳成绩。
沙尔克04在随后一个赛季的表现则未如理想。由于在赛季前脚部骨折，迫使诺伊尔休息了较长的一段时间。球队在欧洲联赛被及早淘汰，在德国杯也止步八强，这是诺伊尔在沙尔克04期间的最差成绩。较为成功的是2009-10赛季，他再次成为球队中少数能够打满全部德甲比赛的球员之一，并且能够庆祝自己的第二个德甲亚军。
至2010-11赛季，当原沙尔克04球员领袖海科·韦斯特曼转投汉堡后，诺伊尔被主教练菲利克斯·马加特任命为新任队长。诺伊尔率领球队杀入了该赛季欧洲冠军联赛的半决赛。同时，他也在自己的最后一个赛季随队夺得了德国杯冠军——于柏林举行的决赛中以5-0战胜杜伊斯堡。2011年4月20日，沙尔克04宣布诺伊尔不打算在2011-12赛季结束后延长与俱乐部的现有合同。

#### 拜仁慕尼黑
2011年6月1日，沙尔克04确认将为诺伊尔会的转会“开绿灯”，并在稍后证实了这位门将已答应拜仁慕尼黑的报价。在经过国际比赛旅程后，诺伊尔于2011年6月8日与拜仁慕尼黑签署了一份为期五年的合同，至2016年6月30日止。此外根据诺伊尔的意愿，与他曾在沙尔克04共同训练的守门员教练托尼·塔帕洛维奇也会一起加盟拜仁。
此次转会遭到了许多拜仁慕尼黑支持者的强烈抵制。当转会案仍在磋商之时，大量拜仁球迷在对阵沙尔克04的德国杯比赛中高举上书（巴伐利亚语“不要诺伊尔”之意）的字条，以表示对前守门员托马斯·克拉夫特的支持。而当诺伊尔完成签约后，他还受到了来自拜仁激进球迷进一步的尖锐攻击。

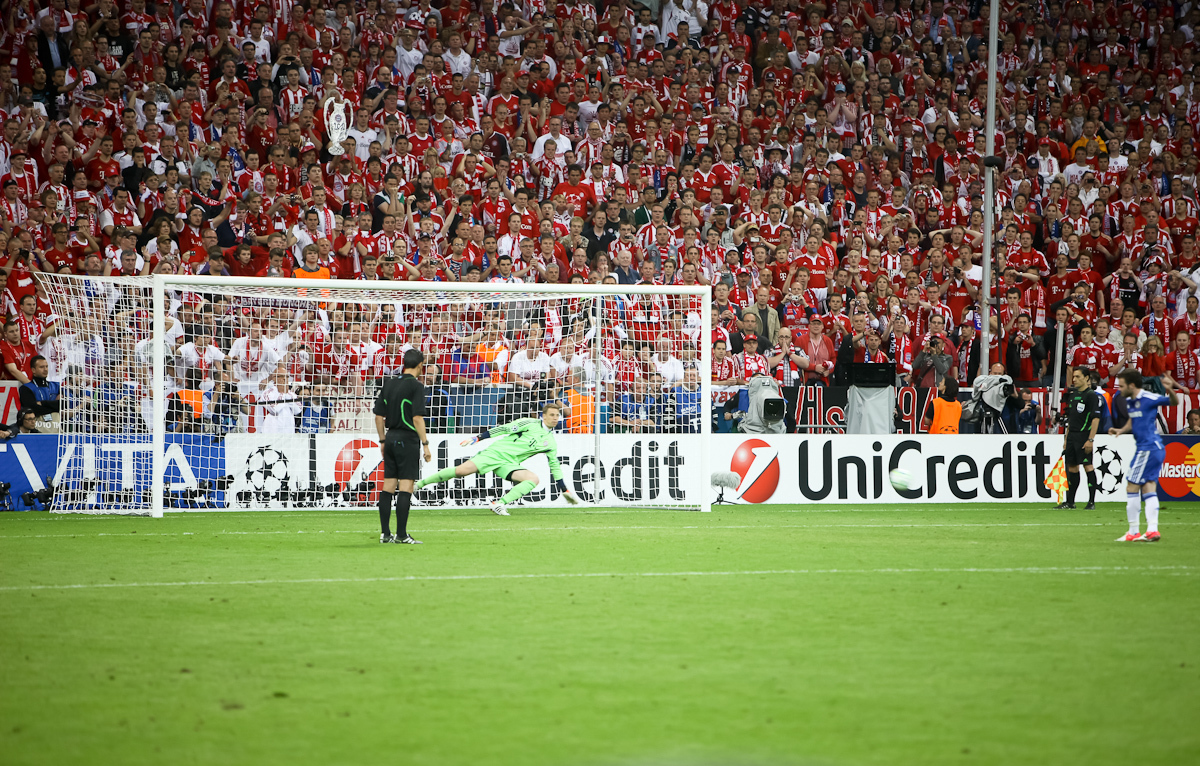
诺伊尔在2012年欧冠决赛中扑出一记点球

诺伊尔代表拜仁慕尼黑参加的首场正式比赛是2011-12赛季德甲的第一轮，球队在主场以0比1不敌门兴格拉德巴赫。不过，他很快便打破了由奥利弗·卡恩在该俱乐部创造的1000分钟的不失球记录，不失球时间达到1147分钟。其中于德甲赛事中的不失球时间为770分钟，这在德甲历史上也得以排名第三。在他加盟拜仁的第一个赛季中，球队在欧洲冠军联赛、德甲联赛以及德国杯赛都获得了亚军。在两项杯赛中共有3场比赛被拖入了点球大战，其中两场取胜均得益于诺伊尔的扑救，而他本人在拜仁的首个入球则是在对阵切尔西的欧冠决赛点球大战中取得。
在2012-13赛季对阵鲍里索夫BATE的冠军联赛比赛中，当菲利普·拉姆缺阵和巴斯蒂安·施魏因斯泰格被替换下场后，诺伊尔第一次作为场上队长戴上了队长臂章。2013年4月6日，他随拜仁在第28轮联赛后便提前确保了德国足球冠军。这也是诺伊尔获得的第一个冠军头衔。在2013年5月4日的第28轮联赛中，他又首次作为拜仁队长参加德甲比赛。2013年5月25日，凭借拜仁在2013年欧洲冠军联赛决赛以2-1击败多特蒙德，诺伊尔赢得了大耳朵杯。而在2014年6月1日的德国杯决赛中，诺伊尔再随拜仁以3比1击败斯图加特赢得德国杯。球队从而加冕了联赛、杯赛及欧洲冠军杯的三冠王，这是德国俱乐部在此前从未做到过的。为此，他得以随拜仁参加在2013年8月30日对阵切尔西的欧洲超级杯。诺伊尔在这场比赛的点球大战中扑出了由羅馬路·盧卡古主射的点球，顺利夺得冠军。2013年9月14日，诺伊尔在对阵汉诺威96的比赛中达到了德甲不失球的第100场纪录。而在年末于摩洛哥举行的2013年世界俱乐部杯赛中，他再帮助拜仁以不失球的纪录夺得冠军。
2014年3月25日，诺伊尔随拜仁在2013-14赛季德甲的第27轮结束后便宣告夺冠，创造了德甲联赛历史上的最早夺冠纪录。2014年5月2日，诺伊尔与拜仁的合同被延长至2019年。2014年5月17日，他再随拜仁在德国杯决赛中以2比0击败多特蒙德，从而加冕双冠王。
2019/20球季，诺伊尔随拜仁慕尼黑在歐聯賽事以全勝姿態奪冠，並且繼2012/13球季後再次享譽欧冠、德甲及德國盃三冠王。
2020年12月17日，诺伊尔获得了FIFA年度最佳门将。
2022年12月10日，諾伊爾宣布他在巴伐利亞州施皮茨湖的羅斯山滑雪時摔斷了腿，這將迫使他錯過本賽季的剩餘比賽。
2024年12月4日，诺伊尔在2024年至2025年德国足协杯四分之一决赛時吃到职业生涯首张紅牌，拜仁慕尼黑也0-1不敵勒沃庫森，止步德国杯16强。

### 国家队生涯

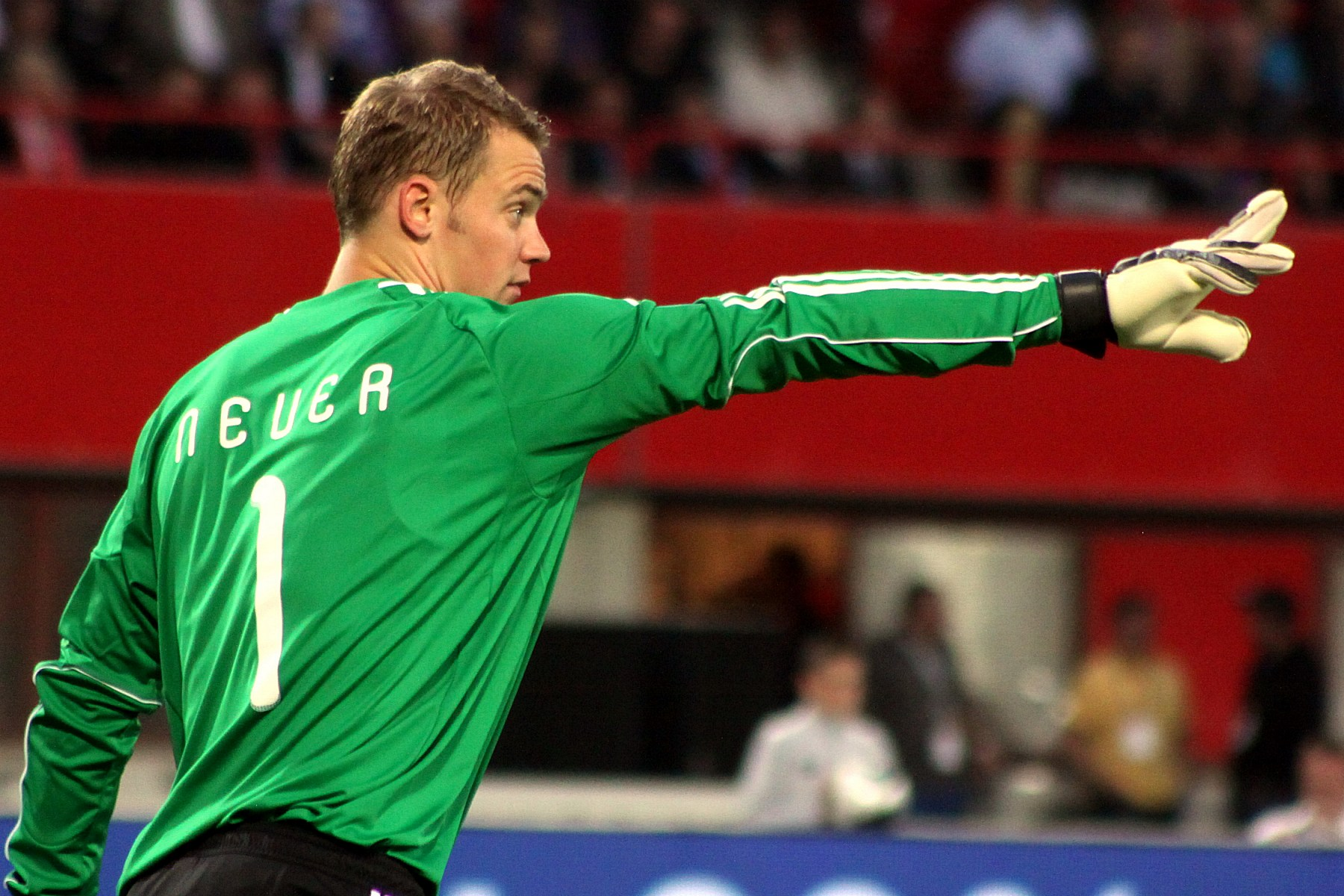
诺伊尔代表德国队参赛（2011年）

诺伊尔曾入选过多个年龄组别的德国青年国家足球队，并随德国19岁以下国家足球队参加了2005年在北爱尔兰举行的歐洲U-19足球錦標賽。他分别在2场小组赛和1场半决赛中出场，并在半决赛中以2:3不敌法国无缘决赛。凭借着他在这项赛事中的表现，诺伊尔于2006年初当选为盖尔森基兴年度最佳运动员。
在完成德甲处子秀之前不久，诺伊尔便已于2006年8月15日参加了他为德国21岁以下国家足球队出战的首场比赛。他在对阵荷兰的比赛中于下半时登场，并表现稳定。诺伊尔在国字号球队所获得的最大成就，是跟随21岁以下国家队主教练霍斯特·赫鲁贝施在瑞典夺得了2009年歐洲U-21足球錦標賽的冠军，他在赛事中最大限度的保证了己方球门的安全。诺伊尔总共代表德国21岁以下国家足球队上阵20次。
2007年8月底，诺伊尔第一次受到德国足协的邀请，作为继延斯·莱曼、罗伯特·恩克和蒂莫·希尔德布兰之后的第四门将参加德国国家足球队的体能测试。2009年5月19日，诺伊尔又首次被成年组国家队主教练约阿希姆·勒夫召入，以参加即将出征的亚洲友谊赛之旅。2009年6月2日，即欧洲U-21足球锦标赛举办之前，他在对阵阿联酋的比赛中（德国7-2获胜）首次代表成年队上阵。随后，他在另一场对阵科特迪瓦的友谊赛中也出战了半场，但仅能替补勒内·阿德勒上阵。在备战2010年世界杯足球赛期间，阿德勒因肋骨骨折而缺席，诺伊尔从而顶替成为德国队的一号门将。在这届赛事中，他作为主力门将共参加了6场比赛，并在半决赛中不敌最终的冠军西班牙。而在季军争夺战中，德国队则使用了汉斯-约尔格·布特担当守门员。
世界杯结束后，诺伊尔仍然保持了自己在德国队中的主力门将地位。在从2010年9月至2011年10月期间举行的2012年欧洲足球锦标赛预选赛期间，他参加德国队的全部10场比赛，并帮助球队在历史上首次以全胜战绩晋级决赛圈。在2012年欧洲足球锦标赛决赛圈中，诺伊尔也打满了全队的5场比赛，直至止步于半决赛。而在此前于2012年6月22日进行的四分之一决赛中，诺伊尔已经以连续第14场胜利的成绩超越了原由伯恩德·舒斯特尔保持的国家队连胜纪录（13连胜，自1979年5月22日至1981年4月29日）。
2014年5月8日，诺伊尔入选了德国队备战2014年世界杯足球赛的大名单，并于2014年6月2日以主力门将的身份成为最终的23人参赛名单中的一员。他7場賽事僅失四球的精彩表现为球队赢得世界杯历史第四座冠军头衔，并获得金手套奖（最佳守门员）。
2018年，诺伊尔随队出战俄羅斯世界杯，傷停大半季仍佔據主力及隊長位置。分組賽最後一場對戰韓國，本來德國只要小勝一球便能出線，但诺伊尔把守的球門被韩国队首次攻破。眼见比分落后，至補時階段诺伊尔棄門而出参与进攻，不慎带球被抢断讓韓國打進空門鎖定2-0勝局。结果德国队三战一勝二負，恥辱性分組賽墊底出局。赛后被球迷更改国籍，讥讽他“韩国国脚”。
2022年世界盃足球賽，诺伊尔随队出战，共失5球，德国队三战一勝一和一負，分組賽以第三名，淨勝球輸給西班牙惜敗出局。
2024年欧洲足球锦标赛後，诺伊尔宣佈退出國家隊，結束了15年的國家隊生涯。

### 其他
2005年10月12日，凭借着在球场内外的出色表现，诺伊尔获得了弗里茨·瓦尔特大奖的U-19组别银奖。
作为欧洲足联俱乐部足球奖的一部分，他在2008年作为唯一的德国人被提名为最佳门将候选人。次年，他再度作为唯一的德国门将被提名为欧洲足联年度最佳阵容候选人。2011年，诺伊尔在首轮评选中入围了欧洲足联俱乐部足球先生的候选名单，并名列第十。同年，它还被德国体育记者评选为沙尔克04的首个德国足球先生。
诺伊尔在2011年11月17日参加了由RTL电视台主办的《谁是百万富翁》节目（德国版《百萬富翁》）。作为“2011年RTL捐赠马拉松”活动的一部分，他在当晚赢得的50万欧元奖金被全数赠予了曼努埃尔·诺伊尔儿童基金会（Manuel Neuer Kids Foundation）。
在國際足球歷史和統計聯合會举办的2012年世界最佳门将评比中，诺伊尔位列第四。至2014年1月6日，诺伊尔则当选为2013年世界最佳门将。他这在项评比中首次赢得了大多数投票，并击败了竞争对手吉安路易吉·布冯和佩特·切赫。此外，他也入选了由國際職業足球員協會评出的年度世界最佳十一人。而在欧洲足联主办的网络投票中，他还入选了欧洲足联年度最佳阵容。
2013年，诺伊尔还在新上映的动画电影《怪獸大學》中，为弗兰克·麦凯（"Frightening" Frank McCay）一角担当德语同步配音。
诺伊尔也是历史上第一位参加过4届德国杯决赛的球员。继2011年随沙尔克04赢得德国杯冠军后，他又自2012年起连续三个赛季随拜仁慕尼黑入围这项赛事的决赛。
2022年11月2日，諾伊爾透露自己有皮膚癌，已經動過3次手術，但不會影響自己參加2022年國際足協世界盃。

## 技術風格
諾伊爾被部分媒體譽為當今及歷史上最好的守門員之一，且被視作為一位全面性、個人守門風格及現代風格的守門員。Goal.com作家 Peter Staunton 認為諾伊爾是 "自列夫·雅辛以來最好的守門員"。
作為一位身材條件良好和以前做過前鋒的球員，他被名宿及評論員認為他具有速度、體力、冷靜、專注力、心理素質及穩定表現的能力，可以處理球場上發生的所有情況。最為人所稱的是他出色的反應能力、擋球能力(無論是手或腿部)、靈活性、衝刺速度、腳法、攔截橫傳球及閱讀比賽的能力，並能在他的守備範圍內有效發揮。在場上必要時，他會充當清道夫的位置，主動出擊，利用速度來將球快速的清出，因此有著 "門衛(sweeper-keeper)" 的稱號。如此一來，可以使團隊的後防線向前推進，對守門員的定位有著革命性的影響。除此之外，在一對一及十二碼球的對抗當中也受名宿所稱讚。
除了禁區內的表現，諾伊爾在手拋球及腳法上也有優異的發揮,能夠送出深遠的長傳來製造快速反擊的機會。他甚至認為憑著自己的腳法可已在德國的第三級聯賽中擔任中後衛的角色。在2015年時，義大利門將布馮認為他是當時代最好的守門員之一。
另一方面，一些德國媒體認為諾伊爾傾向在裁判做出判決之前就舉手警示裁判，創造出了Reklamierarm的單字來評論他。

## 个人生活
诺伊尔出生在北莱茵-威斯特法伦州的盖尔森基兴。他就读于贝尔格费尔德综合学校，像许多其他足球运动员一样，例如梅苏特·厄齐尔。他的弟弟马塞尔目前是足球裁判和地区联赛的裁判员。他两岁时收到了他的第一个足球，在他五岁生日前的1991年3月3日进行了他的第一场比赛。诺伊尔小时候的英雄和偶像是同样来自德国的前沙尔克门将延斯·莱曼。
诺伊尔是天主教徒，并支持一家总部位于盖尔森基兴的天主教社会行动团体，该团体致力于反对儿童贫困，以及一家由阿米哥会修士经营的盖尔森基兴青年俱乐部。
诺伊尔成立了一个名为马努埃尔·诺伊尔儿童基金会的慈善基金会。2011年11月，他在德国版的《谁想成为百万富翁》（Wer wird Millionär?）中的名人版中赢得了50万欧元的慈善捐款。
诺伊尔与Kathrin Gilch的关系持续到2014年。2015年，诺伊尔与Nina Weiss开始了一段恋情。2017年5月21日，诺伊尔和Weiss在奥地利的坦海姆 进行了民事仪式结婚，随后于6月10日在意大利莫諾波利的Santissima della Madia Cathedral举行了教堂婚礼。这对夫妻于2020年初分手，诺伊尔开始与Anika Bissel约会。
由于他的一句话被错误翻译为“如果一个职业足球运动员公开出柜，那会对其他人有所帮助”，一家南美出版物得出结论说他是同性恋，这一说法被其他许多媒体采用，并在一些拉丁美洲国家广为流传。在2018年的一场世界杯比赛中，当诺伊尔持球时，墨西哥球迷的恶意歧视性口号引发了罚款。
2022年11月，诺伊尔透露他曾接受了三次面部手术以治疗皮肤癌，这促使他与安潔莉克·克伯合作推广防晒霜。2022年12月，拜仁慕尼黑宣布他在滑雪时右腿下部骨折，将无法参加本赛季的比赛。

## 荣誉

### 球會
史浩克04
- 德國足球協會聯賽盃冠军：2005
- 德国杯冠军：2010–11

拜仁慕尼黑
- 欧洲冠军联赛冠军：2012-13、2019-20[75]
- 欧洲超级杯冠军：2013、2020
- 國際足協世界冠軍球會盃冠军：2013、2020
- 德国足球甲级联赛冠军：2012-13、2013-14、2014-15、2015-16、2016-17、2017-18、2018-19、2019-20、2020-21、2021-22、2022-23、2024-25[76]
- 德国杯冠軍：2010-11、2012-13、2013-14、2015-16、2018-19、2019-20
- 德國超級盃冠軍：2012、2016、2017、2018、2020、2021、2022[77]、2025[78]
- 德国青年俱乐部杯（德语：DFB-Junioren-Vereinspokal）冠军：2005

德國
- 世界盃足球賽冠军：2014[79]，季軍：2010[80]
- 歐洲U-21足球錦標賽冠军：2009

### 個人
- 世界盃金手套獎：2014
- FIFA世界杯最佳阵容：2014
- 欧洲最佳门将:2011,2013,2014,2015,2020
- IFFHS世界最佳门将：2013、2014、2015、2016、2020
- 德国足球先生：2011、2014
- 德甲最佳门将：2007、2013、2014、2015、2016
- FIFA/FIFPro世界最佳十一人：2013
- 欧洲足联年度最佳阵容：2013、2014、2015、2020
- 白马甲奖（德语：Die weiße Weste）：2010、2012、2013、2014
- 银月桂叶勋章：2010[81]、2014
- 國際足聯年度最佳陣容：2013、2014、2015、2016
- 欧洲冠军联赛年度最佳守門員：2019-20
- FIFA年度最佳门将: 2020
- 巴伐利亞功績勳章（英语：Bavarian Order of Merit）：2021

## 外部連結
- 官方网站（德文）
- fussballdaten.de：曼努埃尔·诺伊尔之統計數據 （德文）
- worldfootball.net：曼努埃尔·诺伊尔之統計數據 （英文）